# Bistum Patos de Minas

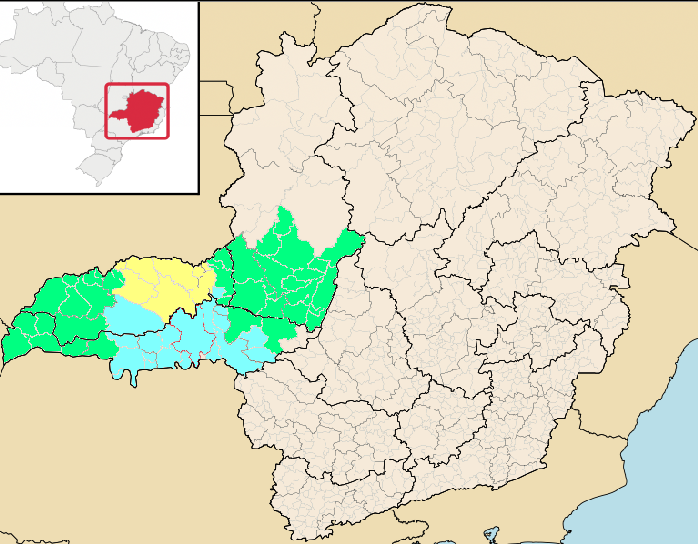
Ecclesiastical Province of Uberaba.

Regional CNBB Leste 2.

Das Bistum Patos de Minas (lateinisch Dioecesis Patensis, portugiesisch Diocese de Patos de Minas) ist eine in Brasilien gelegene römisch-katholische Diözese mit Sitz in Patos de Minas im Bundesstaat Minas Gerais.

## Geschichte

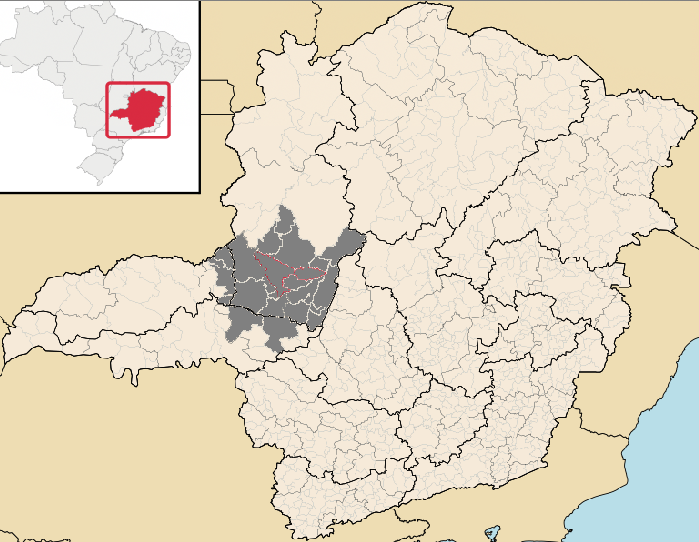
Bistum Patos de Minas.

Das Bistum Patos de Minas wurde am 5. April 1955 durch Papst Pius XII. aus Gebietsabtretungen des Bistums Uberaba errichtet.
Es ist Erzbistum Uberaba als Suffraganbistum unterstellt.

## Bischöfe von Patos de Minas
- José André Coimbra, 1955–1968
- Jorge Scarso OFMCap, 1968–1992
- João Bosco Oliver de Faria, 1992–2007, dann Erzbischof von Diamantina
- Cláudio Nori Sturm OFMCap, seit 2008